# As Cruel as School Children
As Cruel as School Children är det tredje albumet av Gym Class Heroes. Det släpptes den 25 juli 2006. En andra version av albumet släpptes den 4 november 2006, som dessutom innehåller singeln "Cupid's Chokehold" (en ny inspelning av låten finns med på deras andra album The Papercut Chronicles). Båda versionerna av dessa album har ett Parental Advisory märke på sig, vilket betyder att det innehåller stötande språk.

## Låtlista
| Nr  | Titel                                                                        |       |
| --- | ---------------------------------------------------------------------------- | ----- |
| 1.  | 1st Period: "The Queen and I"                                                | 3:14  |
| 2.  | 2nd Period: "Shoot Down the Stars"                                           | 3:38  |
| 3.  | 3rd Period: "New Friend Request"                                             | 4:14  |
| 4.  | 4th Period: "Clothes Off!" feat. Patrick Stump                               | 3:55  |
| 5.  | Lunch: "Sloppy Love Jingle Part 1"                                           | 1:52  |
| 6.  | 6th Period: "Viva la White Girl"                                             | [3:53 |
| 7.  | 7th Period: "7 Weeks" (feat. William Beckett)                                | 3:51  |
| 8.  | 8th Period: "It's OK, but Just this Once!"                                   | 3:10  |
| 9.  | Study Hall: "Sloppy Love Jingle Part 2"                                      | 1:01  |
| 10. | 10th Period: "Biters Block"                                                  | 3:48  |
| 11. | Yearbook Club: "Boys In Bands Interlude"                                     | 0:59  |
| 12. | 12th Period: "Scandalous Scholastics"                                        | 4:17  |
| 13. | 13th Period: "On My Own Time (Write On!)"                                    | 4:42  |
| 14. | Intramurals: "Cupid's Chokehold" feat. Patrick Stump (Endast andra releasen) | 3:58  |
| 15. | Detention: "Sloppy Love Jingle Part 3"                                       | 2:15  |

## Betyg
- AbsolutePunk: 7.9/10
- All Music Guide: 3.5/5
- RebelPunk: 5/5

## Annat
- "The Queen and I" var den första singeln från albumet.
- I låten "7 Weeks" kan man höra The Academy Is...s sångare William Beckett.
- I "Clothes Off!" medverkar också Fall Out Boys sångare Patrick Stump. Hooken för den här låten kommer ifrån Jermaine Stewarts singel "We Don't Have To Take Our Clothes Off" från 1986.
- Speech från Arrested Development hörs i låten "Biter's Block".
- Den andra versionen av albumet innehåller en ny mix av "Cupid's Chokehold".
- Refrängen i "Cupid's Chokehold" kommer från singeln "Breakfast in America" av Supertramp och sjungs av Patrick Stump.
- Stump varit med i båda versionerna till videon för "Cupid's Chokehold".
- Namnet på albumet kommer från en rad i låten "Scandalous Scholastics" som finns med på albumet.